# Mansfeld
Mansfeld è una città tedesca di 8 432 abitanti situata nel Land della Sassonia-Anhalt.